# توبرسان
توبرسنت (به فرانسوی: Tubersent) یک کمون در فرانسه است که در پا-دو-کاله واقع شده‌است.

## خصوصیات
توبرسنت ۶٫۹ کیلومترمربع مساحت و ۵۲۶ نفر جمعیت دارد و ۱۴ متر بالاتر از سطح دریا واقع شده‌است.